# Proceratophrys moehringi
Proceratophrys moehringi är en groddjursart som beskrevs av Peter Weygoldt och Peixoto 1985. Proceratophrys moehringi ingår i släktet Proceratophrys och familjen Cycloramphidae. IUCN kategoriserar arten globalt som otillräckligt studerad. Inga underarter finns listade i Catalogue of Life.